# Albingia (Frankreich)
Die Albingia, S.A. ist eine unabhängige französische, auf Firmenrisiken spezialisierte Versicherungsgruppe mit Sitz in Levallois-Perret bei Paris.

## Hintergrund
Die Albingia geht aus der 1901 in Hamburg gegründeten Albingia-Versicherungsgesellschaft hervor; diese eröffnete 1962 in Straßburg ihre erste Niederlassung in Frankreich. Die deutsche Mutter kam 1999 an den französischen Axa-Konzern, der die französische Tochter 2003 an den Private-Equity-Investor Barclays Private Equity veräußerte; dieser verkaufte im November 2006 wiederum an zwei weitere Finanzinvestoren, Chevrillon & Associés und IDI. Seit Dezember 2018 ist Albingia im Portfolio des Investors Eurazeo.